# Швачко Світлана Олексіївна
Світла́на Олексі́ївна Швачко́ (нар. 25 листопада 1935, Київ) — академік Академії наук вищої школи України [Архівовано 30 жовтня 2013 у Wayback Machine.], доктор філологічних наук, професор кафедри германської філології [Архівовано 4 квітня 2017 у Wayback Machine.] Сумського державного університету [Архівовано 29 листопада 2013 у Wayback Machine.].

## Життєпис
Народилася 25 листопада 1935 року у м. Києві у сім'ї військового службовця. Закінчила у 1956 році Горлівський державний педагогічний інститут іноземних мов (нині Горлівський інститут іноземних мов державного вищого навчального закладу «Донбаський державний педагогічний університет» [Архівовано 12 березня 2007 у Wayback Machine.]).
Після закінчення Горлівського педінституту С. О. Швачко працювала вчителем англійської мови в школах міста Горлівки (1956—1961 рр.), викладачем англійської мови, доцентом кафедри англійської філології Горлівського педінституту (1961—1975 рр.).
У 1971 році Швачко С. О. захистила кандидатську дисертацію на тему: «Еволюція та функціонування слів-вимірювачів у системі англійської мови (на матеріалі слів міри i ваги»).
У 1982 р. захистила докторську дисертацію на тему: «Англійські числівники та їх місце в лексико-семантичному полі кількості». Протягом 1975—1994 рр. працювала на посаді доцента кафедри англійської мови Сумського державного педінституту ім. А. С. Макаренка.
У період з 1985 по 1993 р. С. О. Швачко очолювала кафедру англійської філології Сумського педагогічного інституту. У 1995 року з ініціативи Швачко С. О. створюється кафедра перекладу Сумського державного університету(нині Кафедра германської філології), яку вона очолює і по сьогоднішній день.
Швачко С. О. бере активну участь у науковому житті України. Вона — член спеціалізованих вчених рад при Київському національному лінгвістичному університеті та Харківському національному університеті ім. В. Н. Каразіна; учасник численних міжнародних конференцій, форумів, симпозіумів; співголова оргкомітету шести міжнародних конференцій з проблем перекладознавства; член редколегії наукових збірників (Вісник Харківського національного університету, Вісник Сумського державного університету, Київського національного лінгвістичного університету, Європейського університету, тощо).
Швачко С. О. є учасником захисту кандидатських та докторських дисертацій, постійно рецензує монографії, підручники, дисертації. Є автором 200 наукових праць, навчально-методичних вказівок та рекомендацій. Підготувала до захисту 11 аспірантів із спеціальності 10.02.04 — германські мови.

## Відзнаки
Швачко С. О. має наступні відзнаки та почесні звання: «За отличные успехи в работе в области высшего образования СССР» (1974 р.), «Победитель социалистического соревнования 1974 года» Коллегии Минпроса УССР и президиума Украинского республиканского комитета профсоюза работников просвещения, высшей школы и научных учреждений, знак «Відмінник народної освіти України» (1984 р.), медаль А. С. Макаренка за високі показники у навчально-виховній роботі зі студентами (1988 р.), «Заслужений професор Сумського державного університету» (2005 р.), звання «Жінка року» Американського бібліографічного інституту (2005 р.), «Відмінник освіти України» (2007 р.), почесна грамота Академії педагогічних наук України «За вагомий внесок у підготовку висококваліфікованих спеціалістів, плідну науково-педагогічну діяльність та з нагоди 60-річчя заснування закладу» (вересень 2008 р.), нагорода Ярослава Мудрого в галузі науки і техніки (2010 р.), знак «Петро Могила» Міністерства освіти і науки України (2010 р.).
2018 р. — нагороджена Нагрудним знаком Міністерства освіти і науки України «За наукові та освітні досягнення».

## Стажування
Швачко С. О. стажувалася у Великій Британії та Техасі, США. Вона є почесним членом школи ім. Т Рузвельта, Сан-Антоніо, Техас. Двічі номінувалась (Американським бібліографічним інститутом) жінкою року.
У 2012 р. проходила стажування у Харківському національному університеті ім. В. Н. Каразіна, а також у Федеральній державній бюджетній установі науки «Інститут Мовознавства Російської академії наук», Росія, м. Москва.

## Основні наукові та навчально-методичні праці

### Монографії
- Швачко С. О. Языковые средства выражения количества в современном английском, русском и украинском языках. — К.: Вища Школа, 1981. — 143 с.

- Швачко С. О. Семантические тенденции числительных английского языка. — Депон. в ИНИОН АН СССР от 10.08.84 № 176 69 — 84. — 120 с.
- Швачко С. О. Слова міри і ваги: лінгвокогнітивні аспекти: монографія / С. О. Швачко. — Суми: Вид-во СумДУ, 2008. — 132 с.
- Швачко С. О. Сяйво забутих слів: монографія / С. О. Швачко. — Суми: Сумський державний університет, 2012. — 107 с. (http://essuir.sumdu.edu.ua/handle/123456789/30178 [Архівовано 12 грудня 2013 у Wayback Machine.])
- Швачко С. А. Эпидигматический модус английских квантитативных единиц [Текст]: монография / С. А. Швачко. — Palmarium Academic Publishing, 2014. — 74 c. (http://essuir.sumdu.edu.ua/handle/123456789/37310 [Архівовано 11 листопада 2016 у Wayback Machine.])
- Швачко, С. О. Навчати вчитися перекладу: монографія / С О. Швачко. — Суми: СумДУ, 2015. — 215 с. (http://essuir.sumdu.edu.ua/handle/123456789/42327 [Архівовано 17 листопада 2015 у Wayback Machine.])

### Колективні монографії
- Категория количества в современных европейских языках / В. В. Акуленко, С. А. Швачко, Е. И. Букреева и др. — Отв.ред. — В. В. Акуленко; АН УССР кафедра иностранных языков. — К.: Наук.думка, 1990. — 284 с.
- Структурно-содержательные аспекты типичных и нетипичных текстов — Отв. ред. Швачко С. А. — Депон. в УкрИТЭИ № 1495, 1612 1992. — 106 с.
- Екстеріоризація пізнавального процесу / С. О. Швачко, С. В. Баранова, І. К. Кобякова, О. М. Медвідь, Н. І. Чернюк // Засоби квантифікації: лінгвокогнітивні аспекти: монографія. — Суми: Вид-во СумДУ, 2007. — С. 14—21.
- Лінгвокогнітивні аспекти малих текстів: монографія / С. О. Швачко, Т. О. Анохіна, С. В. Баранова, І. К. Кобякова, Г. Б. Козловська, Ю. В. Косенко, С. В. Подолкова, В. О. Самохіна, І. В. Соколова, Г. В. Чуланова. — Суми: Вид-во СумДУ, 2008. — 178 с.
- Швачко С. А. Лингво-когнитивные аспекты проблемы ничто vs нечто [Текст] /С. А. Швачко// Современная лингвистика и исследования ментальности в XXI веке: коллективная монография: к 80-летнему юбилею профессора В. В. Колесова; отв. соред. М. В. Пименова, В. И. Теркулов. — Киев: Издательский Дом Д. Бураго, 2014. — Серия «Концептуальный и лингвальный миры». Вып. 5. — С. 349—364. (http://essuir.sumdu.edu.ua/handle/123456789/34461 [Архівовано 11 листопада 2016 у Wayback Machine.])

### Наукові посібники
- Швачко С.О Введение в сравнительную типологию английского, русского, украинского языков. — К.: Вища школа, 1977. − 117 с.
- Швачко С. О. Вступ до мовознавства: конспект лекцій / С. О. Швачко, І. К. Кобякова. — Суми: СумДУ, 2003. — 112 с. http://essuir.sumdu.edu.ua/handle/123456789/2510 [Архівовано 12 грудня 2013 у Wayback Machine.]
- Швачко С. О. Проблеми синхронного перекладу: Навчальний посібник — Вінниця, Фоліант, 2004. — 112 с.
- Швачко С. О. Сага про квантитативну родину / С. О. Швачко // Мова й дискурс: вимір і вимірювання: міжвузівський збірник наукових праць до 75-річчя з дня народження доктора філологічних наук, професора, академіка Академії наук вищої школи України Світлани Олексіївни Швачко. — Суми: СумДУ, 2010. — С. 227—231.
- Швачко С. О. У царині номінативних та комунікативних одиниць: збірник наукових праць до 75-річчя з дня народження доктора філологічних наук, професора, академіка Академії наук вищої школи України Світлани Олексіївни Швачко / С. О. Швачко. — Суми: СумДУ, 2010. — 168 с. http://essuir.sumdu.edu.ua/handle/123456789/17550 [Архівовано 2 грудня 2013 у Wayback Machine.]

### Навчальні посібники
- Швачко С. О. Навчити вчитися! Навчальний посібник. — Вінниця: Видавництво Нова Книга, 2006. — 136 с.
- Швачко С. О. Квантитативні одиниці англійської мови: перекладацькі аспекти: посібник / С. О. Швачко. — Вінниця: Нова книга, 2008. — 128 с.
- Швачко С. О., Баранова С. В., Кобякова І. К. та ін. Числівник англійської мови: навч. посіб./ С. О. Швачко, С. В. Баранова, І. К. Кобякова та ін.; за заг. ред. С. О. Швачко. — Суми: Вид-во СумДУ, 2010. — 171 с. http://essuir.sumdu.edu.ua/handle/123456789/2753 [Архівовано 12 грудня 2013 у Wayback Machine.]
- Швачко С. О. У царині денумеральних конструювань: навч. посіб. / С. О. Швачко, О. А. Шуменко. — Суми: СумДУ, 2013. — 198 с. http://essuir.sumdu.edu.ua/handle/123456789/32630 [Архівовано 3 грудня 2013 у Wayback Machine.]

### Навчально-методичні посібники
- Методичні вказівки «Зошит майбутніх перекладачів» до самостійної роботи з навчальної дисципліни «Синхронний переклад» для студентів спеціальності «Переклад» денної форми навчання / Уклад. С. О. Швачко. — Суми: Вид-во СумДУ, 2008. — 35 с.
- Методичні вказівки до практичних робіт «Монолексемні та полілексемні аспекти» для студентів спеціальності «Переклад» денної форми навчання / Уклад.: С. О. Швачко, Г. В. Чуланова. — Суми: Вид-во СумДУ, 2008. — 46 с.
- Методичні вказівки до практичних занять з дисципліни «Студентський науковий семінар» / Уклад. С. О. Швачко. — Суми: Вид-во СумДУ, 2010. — 43 с.
- Методичні вказівки «Порівняльна стилістика англійської та української мов» до практичних занять з дисциплін «Порівняльна стилістика англійської та української мов» для студентів спеціальності 6.030507 «Переклад» денної форми навчання / Уклад. С. О. Швачко. — Суми: Вид-во СумДУ, 2010. — 43 с.
- Лінгвокогнітивні аспекти квантитативності: конспект лекцій / укладач С. О. Швачко. — Суми: Сумський державний університет, 2011. — 139 с.
- Сага про нумеральні та денумеральні одиниці в англомовному дискурсі: методичні вказівки до самостійної роботи з навчальної дисципліни «Лінгвокогнітивні аспекти квантитативності» для студ. спец. 7.020303 «Переклад», 8.020303 «Переклад» денної форми навчання / С. О. Швачко. — Суми: СумДУ, 2012. — 34 с.
- Теорія перекладу: для студ. спец. 7.02030304, 8.02030304 «Переклад» денної форми навчання / С. О. Швачко. — Суми: СумДУ, 2013. — 130 с.http://essuir.sumdu.edu.ua/handle/123456789/32631
- Методичні вказівки: вимоги до оформлення курсових та випускних (бакалаврських та дипломних) робіт / укладачі С. О. Швачко, Ю. В. Косенко, С. В. Баранова, О. М. Медвідь, Н. І. Чернюк. — Суми: Сумський державний університет, 2013. — 48 с.
- Швачко С. О. Теорія перекладу: для студ. спец. 7.02030304, 8.02030304 «Переклад» денної форми навчання / С. О. Швачко. — Суми: СумДУ, 2013. — 130 с.